# East Witton
East Witton is een civil parish in het bestuurlijke gebied Richmondshire, in het Engelse graafschap North Yorkshire.